# Drapetis elongata
Drapetis elongata är en tvåvingeart som beskrevs av Yang och Patrick Grootaert 2006. Drapetis elongata ingår i släktet Drapetis och familjen puckeldansflugor. Inga underarter finns listade i Catalogue of Life.